# Puskás Péter (énekes)
Puskás-Dallos Péter (Budapest, 1984. december 16.) magyar énekes, dalszerző, színész, médiaszemélyiség, zeneszerző és vegán aktivista. Puskás Tivadar színész és Besztercei Zsuzsa színésznő fia. 2012 óta a The Biebers frontembere, 2024-től az Álarcos Énekes műsorvezetője, 2025-től a Csillag Születik egyik műsorvezetője.

## Tanulmányai
Budapesten a Teleki Blanka Gimnáziumban végezte középiskolai tanulmányait. A gimnázium elvégzése után először a Pázmány Péter Katolikus Egyetem művészettörténet szakára szeretett volna jelentkezni, de meggondolta magát, és egy év kihagyás után a piliscsabai campus angol-magyar szakára nyert felvételt, amit levelezőn végez.

## Zenei karrier
Puskás Peti 2005-ben jelentkezett a Megasztár 3. szériájába. A döntők 2006 februárjában kezdődtek. A verseny alatt nemcsak a tévé képernyőjén volt látható, hanem a többi döntőbe jutott énekessel együtt 8 alkalommal fellépett a Lovag utcai New Orleans clubban is, és a Megasztár turné során végigjárta az egész országot.
Győrben 2006. június 3-án debütált a Lépteid, Peti első saját száma. Ő volt az egyetlen a megasztárosok közül, aki már az első koncerten is saját szerzeménnyel lépett fel.
A Felvonulási téren 2006. szeptember 17-én egy jótékonysági koncert keretében lépett fel, ahol készülő lemezéről bemutatott egy nótát, amelynek címe Útfélen.
A 2006-os év folyamán folytak az első lemez munkálatai, decemberben megkezdődött a stúdiózás.
2007. február 26-án készült el első albuma aminek a címe A lemez. Az albumot Peti nemcsak énekesként hanem a szövegíróként és a zeneszerzőként is jegyzi. A lemez érdekessége, hogy roma-raggabetétek is felcsendülnek és a Hallgass Magadra pályázat nyertes dala is helyet kap.
Saját forgatókönyve alapján február 1-jén leforgatta első videóklipjét a Bébi című számhoz, amely február 15-én debütált a VIVA TV-n.
2007. augusztus 31-én újabb két klipet forgatott. Az egyik a Piramis egyik számának, a Ha volna két életemnek feldolgozása, a másik a Hallgató című szám. Érdekessége, hogy Peti saját stábbal, saját forgatókönyv alapján, saját rendezésben forgatta le mindkét klipjét, amelyeket egy exkluzív mozis klippremier keretében október 14-én az Odeon-Lloyd moziban mutattak be.
2007-es után, 2008-ban is jelölték a VIVA Comet Legjobb férfi előadó kategóriában.[forrás?]
2008 szeptemberében készült el negyedik videóklipje az Állítsuk meg a világot című dalához. A dal szövegét Peti saját maga írta és a dalhoz készült klipet Herz Péter és csapata készítette. A videó jellegét tekintve egy image klip, melyben Petit egy teljesen új szemszögből ismerhetjük meg a korábbi videóklipjeihez képest.
A 2009-ben ismét jelölték Viva Comet díjra, a Legjobb férfi előadó és Állítsuk meg a világot c. klipjéért a Legjobb videóklip kategóriában. A szakmai zsűri döntése alapján a legjobb videóklipért Peti vitte el a Comet-gömböt.[forrás?]
2009. június 13-án jelent meg 5. klipje, melyet a Fura Figurák című dalához forgattak.
2009. augusztus 14–15-én részt vett a Freddie Mercury tiszteletére rendezett emlékkoncerten a Margitszigeti Szabadtéri Színpadon. A koncert az Egy bohém rapszódiája elnevezést kapta, és ő alakította az ifjú Freddie Mercury-t.
2016-tól az X-Faktor mentora, előtte a tehetségkutató ötödik évadában a Mentorházban Szikora Róbert mentorsegédje volt.
2018-ban a Nemzeti Színházban tartott "Év sportolója" gálán, duettet énekelt a Kossuth-díjas legendával, Kovács Katival.
2019-től a Való Világ műsorvezetője.
2024-től az Álarcos Énekes műsorvezetője.

## Magánélete
2021. augusztus 27-én összeházasodott Dallos Bogi énekes-műsorvezetővel, egyúttal Puskás-Dallos formában felvették egymás neveit is.

## Diszkográfia

### Albumok
| Év   | Album                      | Legmagasabb helyezés                   | Minősítés |
| Év   | Album                      | MAHASZ Top 40 album- és válogatáslemez | Minősítés |
| ---- | -------------------------- | -------------------------------------- | --------- |
| 2007 | A lemez - Megjelenés: 2007 | 21                                     |           |

### Videóklipek
- 2007 Bébi
- 2007 Ha volna két életem
- 2008 Hallgató
- 2008 Állítsuk meg a világot (2.0)
- 2009 Fura figurák
- 2010 Léggömb
- 2012 Csillagok

#### Közreműködés videóklipekben
- 2006 Tóth Gabi – "Vágyom rád"
- 2008 Tiszta fejjel projekt - Tiszta fejjel
- 2010 – VIVA Comet Allstars – Ha zene szól

#### Slágerlistás dalok
| Év   | Dal                    | Legmagasabb helyezés | Legmagasabb helyezés   | Legmagasabb helyezés | Legmagasabb helyezés | Legmagasabb helyezés         | Legmagasabb helyezés | Album   |
| Év   | Dal                    | VIVA Chart           | MAHASZ Editors' Choice | MAHASZ Rádiós Top 40 | MAHASZ Dance Top 40  | MAHASZ Single (track) Top 10 | EURO 200             | Album   |
| ---- | ---------------------- | -------------------- | ---------------------- | -------------------- | -------------------- | ---------------------------- | -------------------- | ------- |
| 2007 | Bébi                   | 4                    |                        |                      |                      |                              |                      | A lemez |
| 2007 | Ha volna két életem    | 22                   |                        |                      |                      |                              |                      | A lemez |
| 2008 | Állítsuk meg a világot | 7                    |                        |                      |                      |                              |                      |         |
| 2009 | Fura figurák           | 2                    |                        |                      |                      |                              |                      |         |

#### Közreműködés kislemezeken
| Év                  | Kislemez            | Legmagasabb helyezés | Legmagasabb helyezés   | Legmagasabb helyezés | Legmagasabb helyezés | Legmagasabb helyezés         | Legmagasabb helyezés | Album |
| Év                  | Kislemez            | VIVA Chart           | MAHASZ Editors' Choice | MAHASZ Rádiós Top 40 | MAHASZ Dance Top 40  | MAHASZ Single (track) Top 10 | EURO 200             | Album |
| ------------------- | ------------------- | -------------------- | ---------------------- | -------------------- | -------------------- | ---------------------------- | -------------------- | ----- |
| 2008                | Tiszta fejjel       | 25                   |                        |                      |                      |                              |                      |       |
| 2010                | Ha zene szól        | 1                    |                        | 2                    |                      |                              |                      |       |
|                     |                     | Összesítés           |                        |                      |                      |                              |                      |       |
| 1. helyezett számok | 1. helyezett számok | 1                    |                        |                      |                      |                              |                      |       |
| Top 10-be bekerült  | Top 10-be bekerült  | 4                    |                        | 1                    |                      |                              |                      |       |
| Top 40-be bekerült  | Top 40-be bekerült  | 5                    |                        | 1                    |                      |                              |                      |       |

#### Hangoskönyvek
- Tóth Krisztina: Legyünk barátok! - Malac és Liba 1-4.

## Színészi karrier
2006 nyarán Peti megkapta Horváth Péter és Mihály Tamás 56 csepp vér című musicaljében Genya szerepét. A musical bemutatójára október 19-én és 22-én került sor az Arénában. Kaszás Attila, Miller Zoltán, Miller Lajos vagy Keresztes Ildikó mellett lépett színpadra. A musicalhez készült filmet áprilisban mutatták be, amelyhez a 2006-os arénabeli előadás felvételei szolgáltak alapul. A film díszbemutatójára a Corvin moziban került sor, majd ezt követően a szereplők az országot járva közönségtalálkozókkal egybekötött bemutatókon vettek részt. A mozifilmről CD és DVD is készült.
A Jóban Rosszban tévésorozatban egész évben játszotta Svéd szerepét.
A Szent István - egy ország születése című, Román-Czomba zenés-táncos történelmi darabban, Peti kapta Szent Imre herceg szerepének megformálását, amelyet a nemzeti ünnep alkalmából 2007. augusztus 19-én adtak elő a Hősök terén, és az M1 élőben közvetítette.
Megkapta első kőszínházas szerepét a szolnoki Szigligeti Színházban az Oliver! című musicalben. 2007. december 21-én került sor a nagy sikerű bemutatóra. A darabban Dörzsöltet alakítja. Színpadi rátermettségét már rögtön a bemutató után dicsérték. A szolnoki színház szilveszteri gálaműsorral készült, ahol Peti is fellépett, ezt a Duna TV élő közvetítésének jóvoltából az egész világon láthatták.
Tímár Péter játékfilmjében, a Casting minden-ben, Kern András és Oláh Ibolya mellett az egyik főszereplőt alakította. A forgatási munkálatok július-augusztus folyamán zajlottak. Sor került a Casting minden című film premierjére is, a díszbemutatót 2008. január 8-án a Corvin moziban tartották. A filmet országszerte vetítették a mozik és számos városban közönségtalálkozókat is rendeztek. A mozifilm betétdalaival CD is megjelent.
Még ebben az évben megkapta József szerepét a József és a színes, szélesvásznú álomkabát című musicalben.
2008 nyarán leforgatta a nagy sikerű Made in Hungaria című filmet, melyben Sampon-t alakítja, a tipikus vesztest.
2008. november 8-án bemutatták Kecskeméten a Katona József Színházban A padlás című musicalt, amelyben Rádiós szerepében láthatja a közönség. Neki ítélték az Évad hangjának járó díjat[forrás?], amelyet 2009. május 26-án az ESTem-díjátadó gálán vehetett át.
2014-ben a Kaposvári Csiky Gergely Színházban a Légy jó mindhalálig című musicalben Török Jánost alakította.[forrás?]

## Filmográfia

### Film
| Év   | Film                  | Szerep | Megjegyzés     |
| ---- | --------------------- | ------ | -------------- |
| 2005 | 56 csepp vér          | Genya  |                |
| 2008 | Casting minden        | Vince  |                |
| 2009 | Made in Hungaria      | Sampon |                |
| 2018 | Volt egyszer egy téka | Önmaga | Dokumentumfilm |

### Televízió

#### Sorozat
| Év        | Sorozat               | Szerep               | Megjegyzés               |
| --------- | --------------------- | -------------------- | ------------------------ |
| 2006–2011 | Jóban Rosszban        | Bánhid Patrik „Svéd” | Fő; 3-6 évad; 446 epizód |
| 2016–2017 | Éjjel-Nappal Budapest | Önmaga               | Vendég; 3 epizód         |

#### Műsor
| Év         | Műsor                                     | Szerepkör                | Csatorna        | Megjegyzés                                              |
| ---------- | ----------------------------------------- | ------------------------ | --------------- | ------------------------------------------------------- |
| 2005–2006  | Megasztár                                 | versenyző                | TV2             |                                                         |
| 2011       | Ben 10: A legnagyobb kihívás              | műsorvezető              | Cartoon Network | 12 epizód                                               |
| 2011–2012  | Magyarország szeretlek!                   | játékos                  | M1              | 33 epizód                                               |
| 2012       | A szövetség                               | műsorvezető              | Duna World      | Feke Pállal és Szabó Kimmel Tamással vezette            |
| 2012–2016  | Mokka                                     | szereplő                 | TV2             | Vendég; 14 epizód                                       |
| 2012–2013  | A Dal                                     | versenyző                | M1              | 2 epizód                                                |
| 2013–2016  | Aktív                                     | szereplő                 | TV2             | 21 epizód                                               |
| 2013       | Sztárban sztár                            | versenyző                | TV2             | 4 epizód                                                |
| 2013       | Másképpen - Beszélgetések Joshi Bharattal | szereplő                 | TV2 Klub        | Vendég; Epizód: „2013-12-17”                            |
| 2014–      | Hal a tortán                              | játékos                  | Super TV2       |                                                         |
| 2014       | Játék határok nélkül 2014                 | játékos                  | M1              | 13 epizód                                               |
| 2014       | 4N4LN – A családi játszma                 | játékos                  | RTL             |                                                         |
| 2014       | X-Faktor                                  | mentorsegéd              | RTL             | Epizód: Mentorok háza                                   |
| 2014       | Ki Mit Tube                               | zsűritag                 | YouTube         | [ 9 ]                                                   |
| 2014       | Celeb vagyok, ments ki innen!             | játékos                  | RTL             |                                                         |
| 2015       | Sztár Gokart                              | versenyző                | Viasat 3        | [ 10 ]                                                  |
| 2015       | 8:08 - Minden reggel                      | szereplő                 | RTL             | Vendég; 2 epizód                                        |
| 2015–jelen | Fókusz                                    | szereplő                 | RTL             | 16 epizód                                               |
| 2016       | Drágám, add az életed!                    | játékos                  | TV2             |                                                         |
| 2016       | Red Carpet - Sztárok testközelben         | szereplő                 | TV2             | Vendég; Epizód: „2016-05-27”                            |
| 2016       | Sztár Gokart                              | versenyző                | RTL             | [ 13 ]                                                  |
| 2016–2022  | X-Faktor                                  | mentor                   | RTL             | 69 epizód                                               |
| 2017–2019  | Gyertek át! – a sztárvetélkedő            | játékos                  | RTL             | Vendég; 4 epizód                                        |
| 2017       | Portré                                    | szereplő                 | RTL             | Vendég; Epizód: „Puskás Peti hosszú távra tervez”       |
| 2017–jelen | Reggeli                                   | szereplő                 | RTL             | Vendég; 21 epizód                                       |
| 2017       | Celeb vagyok, ments ki innen!             | műsorvezető              | RTL             | Kiss Ramónával vezette                                  |
| 2018–2019  | Való Világ 9                              | műsorvezető              | RTL Kettő       | Nádai Anikóval vezette                                  |
| 2019       | DTK: Elviszlek magammal                   | szereplő                 | WMN Magazin     | Vendég; Epizód: „Puskás Peti”                           |
| 2019       | Dalfutár                                  | szereplő (zeneszerző)    | Dalfutár        | Vendég; 2 epizód                                        |
| 2020       | Dalfutár Extra                            | szereplő                 | Dalfutár        | Vendég; Epizód: „Puskás Peti”                           |
| 2020       | Nyerő Páros                               | játékos                  | RTL             | Játékos Dallos Bogival                                  |
| 2020       | Álarcos Énekes                            | zsűritag (vendégnyomozó) | RTL             | Epizód: „2. évad 4. rész”; Gáspár Lacit helyettesítette |
| 2020       | Álarcos Énekes                            | versenyző (Röfi)         | RTL             | 7 epizód; 2. évad; Liptai Claudia helyét vette át       |
| 2020       | NőComment                                 | szereplő                 | Spektrum Home   | Vendég; Epizód: „4. évad 2. rész”                       |
| 2020–2021  | Való Világ 10                             | műsorvezető              | RTL Kettő       | Nádai Anikóval vezette                                  |
| 2020       | Álarc Mögött                              | szereplő                 | RTL Most!       | Vendég; Epizód: „2. évad 14. rész”                      |
| 2020       | NőComment! - Szilveszter 2020             | szereplő                 | RTL Kettő       | Vendég                                                  |
| 2021       | ValóVilág Extra - Beszéljünk róla         | műsorvezető              | RTL Most!       | ValóVilág 10 rendhagyó különkiadása                     |
| 2021       | TR!Ó                                      | szereplő                 | Creator TV      | Vendég; Epizód: „Megprankeltük telefonon DALLOS BOGIT!” |
| 2021       | Nagy szám                                 | szereplő                 | RTL             | Vendég (2. adás); Mellék (3. adás); 2 epizód            |
| 2021       | Észbontók                                 | szereplő                 | Viasat 3        | Vendég; 3 epizód                                        |
| 2021       | Mondd el Tatár Csillának                  | szereplő                 | ATV             | Vendég; Epizód: „Puskás Peti (4. évad)”                 |
| 2021       | Életünk története                         | szereplő                 | RTL             | Vendég; Epizód: „3. évad 1. rész”                       |
| 2022       | Sztárban sztár                            | szereplő                 | TV2             | Vendég; Epizód: „8. évad 3. rész”                       |
| 2022       | AZ ÉN UTAM                                | szereplő                 | Creator TV      | Vendég; Epizód: „PUSKÁS PETI”                           |
| 2022       | Tehetség első látásra                     | játékos                  | RTL             |                                                         |
| 2022       | RTL Sztori                                | szereplő                 | RTL             |                                                         |
| 2022       | Való Világ 11                             | műsorvezető              | RTL Kettő       |                                                         |
| 2023       | Celebrandi                                | műsorvezető              | RTL             |                                                         |
| 2023–      | Lego Masters                              | műsorvezető              | RTL             | [ 21 ]                                                  |
| 2024       | Való Világ 12                             | műsorvezető              | RTL+            |                                                         |
| 2024       | Sztárban sztár All Stars                  | versenyző                | TV2             | 4. helyezett                                            |
| 2024–      | Álarcos Énekes                            | műsorvezető              | RTL             |                                                         |
| 2025–      | Csillag Születik                          | műsorvezető              | RTL             |                                                         |

## Díjai, elismerései
- 2009 – ESTem-díj - Az évad hangja (Kecskemét, Katona József Színház 2008/2009)
- 2009 – VIVA Comet - Legjobb videóklip (Állítsuk meg a világot)
- 2014 – BRAVO OTTO díj - BRAVO IDOL